# Clubul Sportiv al Armatei Steaua București (pallamano)
Il Clubul Sportiv al Armatei Steaua è la sezione di pallamano della famosa polisportiva rumena con sede a Bucarest.

La sezione è stata fondata nel 1949.

## Palmarès

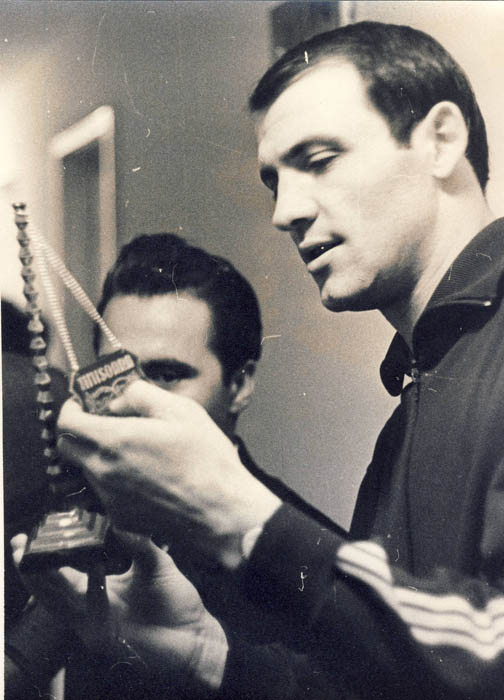
Gheorghe Gruia il miglior giocatore di tutti i tempi.

### Titoli nazionali
- Campionato rumeno: 28
  - 1962-63, 1966-67, 1967-68, 1968-69, 1969-70, 1970-71, 1971-72, 1972-73, 1973-74, 1974-75
1975-76, 1976-77, 1978-79, 1979-80, 1980-81, 1981-82, 1982-83, 1983-84, 1984-85, 1986-87
1987-88, 1988-89, 1989-90, 1993-94, 1995-96, 1999-00, 2000-01, 2007-08.
- Coppa di Romania: 9
  - 1980-81, 1984-85, 1989-90, 1996-97, 1999-00, 2000-01, 2006-07, 2007-08, 2008-09.

### Titoli internazionali
- Coppa dei Campioni: 2
  - 1967-68, 1976-77.
- Challange Cup: 1
  - 2005-06.